# Gerd Dicke (Bischof)
Ernst Franz Gerd Werner Dicke (* 28. März 1928 in Erfurt) ist emeritierter Weihbischof im Bistum Aachen.

## Leben
Nach dem Abitur am Heinrich-Mann-Gymnasium Erfurt 1946 studierte Gerd Dicke katholische Theologie und Philosophie in Fulda, München und Aachen. Am 25. Juli 1952 empfing er im Aachener Dom die Priesterweihe durch Bischof Johannes Joseph van der Velden. Von 1952 bis 1954 war er Kaplan an St. Notburga in Viersen, von 1954 bis 1957 Religionslehrer an der St.-Angela-Schule in Düren und von 1957 bis 1970 am Arndt-Gymnasium in Krefeld, zuletzt als Oberstudienrat. Zugleich wirkte er als Subsidiar an St. Thomas Morus in Krefeld. Im Juli 1959 erfolgte seine Promotion zum Doktor der Philosophie an der Universität zu Köln.
Am 16. Februar 1970 ernannte ihn Papst Paul VI. zum Weihbischof in Aachen und zum Titularbischof von Iria Flavia. Die Bischofsweihe empfing er am 11. April 1970 im Aachener Dom durch Bischof Johannes Pohlschneider; Mitkonsekratoren waren der Aachener Weihbischof Joseph Ludwig Buchkremer und der emeritierte Bischof von Helsinki, Willem Petrus Bartholomaeus Cobben. 1973 wurde er Domkapitular, am 1. Juni 1977 Erster Vorsitzender des Diözesancaritasverbandes und am 1. Oktober 1989 Bischofsvikar für das Caritaswesen. In der Deutschen Bischofskonferenz war er Mitglied der Kommissionen für Erziehung und Schule sowie für weltkirchliche Aufgaben, in deren Unterkommission für Missionsfragen er von 1980 bis 1992 den Vorsitz innehatte. Nach dem Tod von Bischof Klaus Hemmerle leitete er das Bistum Aachen als Diözesanadministrator vom 23. Januar 1994 bis zum 10. Februar 1995. Am 21. November 2003 wurde er als Weihbischof emeritiert.

## Wappen und Wahlspruch

Wappen des Weihbischofs Gerd Dicke

Der Wappenschild enthält ein schwarzes Kreuz auf goldenem Grund – das Bistumswappen von Aachen –, im Mittelschild ein schwarzes Kreuz auf silbernem Grund, begleitet von einem goldenen Vortragekreuz und darüber den grünen Pontifikalhut (Galero) mit je sechs grünen Quasten (fiocchi) als heraldischen Bischofsinsignien.
Sein Wahlspruch lautet Domino servientes spe gaudentes („Im Dienst des Herrn, in der Hoffnung froh“) (Röm 12,11–12 ).